# Sungai Ara (Kempas)
Sungai Ara is een bestuurslaag in het regentschap Indragiri Hilir van de provincie Riau, Indonesië. Sungai Ara telt 2778 inwoners (volkstelling 2010).